# Weinfelden
Weinfelden és un municipi del cantó de Turgòvia (Suïssa), cap del districte de Weinfelden.